# Roodstuitzwaluw
De roodstuitzwaluw (Cecropis rufula) is een vogel uit de familie van zwaluwen (Hirundinidae). Hij komt voor in Zuid-Europa, Noord-Afrika en in Azië tot aan Iran, Pakistan en het uiterste noordwesten van India.

## Naamgeving en taxonomie
Dit taxon werd in 1835 door de Nederlandse dierkundige Coenraad Jacob Temminck geldig beschreven als soort uit het geslacht Hirundo. Op grond van diverse fylogenetische studies, gepubliceerd tussen 2005 en 2021 is dit taxon afgesplitst van het soortencomplex Cecropis daurica (roodstuitzwaluw in brede zin). Ook de Afrikaanse taxa zijn als soort (Cecropis melanocrissus, Afrikaanse roodstuitzwaluw) van dit complex afgescheiden. De overblijvende, verder in oostelijk en zuidelijk Azië voorkomende taxa gaan verder als Cecropis daurica, Oostelijke roodstuitzwaluw. De roodstuitzwaluw in enge zin (C. rufula) heet ter onderscheiding ook wel 'Europese roodstuitzwaluw' of met zijn oude naam 'roodrugzwaluw'. Deze soort is monotypisch.
 .

## Kenmerken

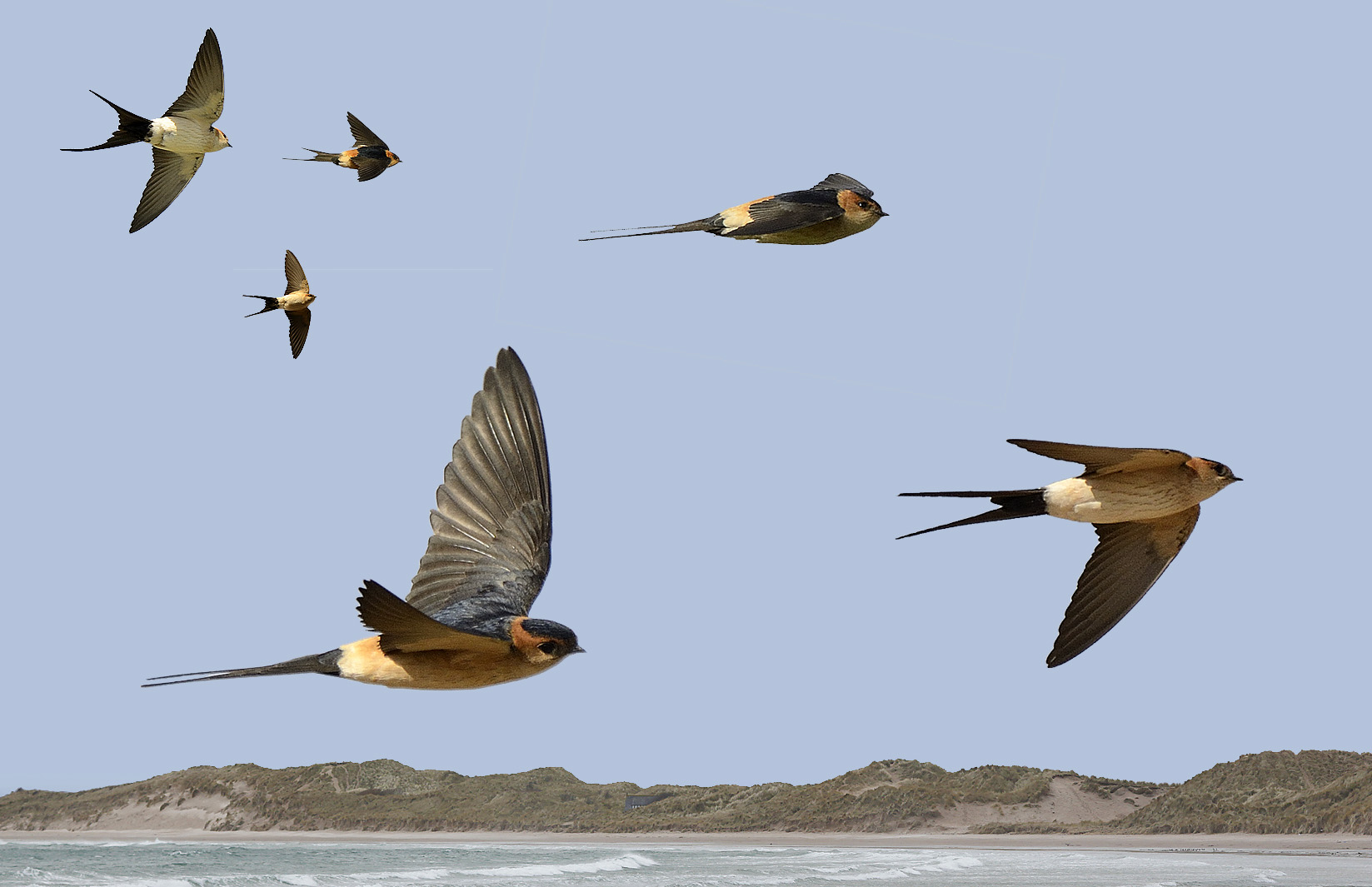
Vliegbeelden van de roodstuitzwaluw

De roodstuitzwaluw vertoont uiterlijk veel overeenkomsten met de boerenzwaluw (Hirundo rustica). Het is een relatief slanke zwaluw met een totale lichaamslengte van 14 tot 19 centimeter. Het verenkleed aan de rug- of bovenzijde is blauwzwart en rossig bruingeel op de onder- of buikzijde. Het achterhoofd, de nek en de stuit zijn oranjerood gekleurd. In tegenstelling tot de boerenzwaluw heeft de roodstuitzwaluw geen borstband, maar is bedekt met bruine, diffuse strepen in de lengte.
De roodstuitzwaluw heeft brede, maar puntige vleugels en lange buitenste staartpennen. Hij is een behendige vlieger die insecten in de lucht vangt. Hij is langzamer dan de boerenzwaluw en maakt langere glijvluchten. Ook laat hij zich minder horen en is zijn zang langzamer en minder melodieus. Hierdoor zijn deze twee zwaluwsoorten makkelijk van elkaar te onderscheiden.

## Gedrag en levenswijze
Roodstuitzwaluwen zijn vooral te vinden boven graslanden waar ze op insecten jagen; ze volgen daarbij grazend vee. Normaal gesproken leven roodstuitzwaluwen in grote kolonies; in India zijn groepen gezien van enkele honderden exemplaren. In het broedseizoen zijn de kolonies aanmerkelijk kleiner.

## Voortplanting
Van oorsprong werden de nesten van de roodstuitzwaluw vrijwel altijd onder uitstekende rotsen gebouwd, maar tegenwoordig komen nesten in woningen, moskeeën en bruggen steeds meer voor. Het nest heeft de vorm van een ondiepe kom met een tunnelvormige ingang. De roodstuitzwaluw verzamelt hiervoor modder in zijn snavel, die hij vermengd met speeksel aanbrengt. Het paren gebeurt altijd in het nest. Door de nauwe tunnelingang is het moeilijk voor andere mannetjes om in het nest te komen, waardoor de kans op een gemengd broedsel wordt verminderd. Het vrouwtje legt drie tot zeven witte eieren.

## Verspreiding

Roodstuitzwaluw gefotografeerd in Öland, Zweden

Het broedgebied van de roodstuitzwaluw beslaat het Europese gedeelte van het Middellandse Zeegebied, Marokko, het Midden-Oosten, Iran, Pakistan en het noordwestelijk deel van India. Dit zijn allemaal trekvogels die broeden in open heuvelachtig gebied in gematigde streken en overwinteren in Afrika of Zuidoost-Azië. In Nederland worden sinds de jaren 80 van de 20e eeuw geregeld roodstuitzwaluwen als doortrekker waargenomen, voornamelijk in het voorjaar.

## Status
BirdLife International beschouwt dit taxon nog (begin 2025) als ondersoort van de roodstuitzwaluw (Cecropis daurica) in brede zin. Deze soortgroep heeft een groot verspreidingsgebied, daardoor is de kans op uitsterven zeer gering. Een zeer globale schatting uit 2024 geeft aan dat de totale populatie bestaat uit 57,2 - 134 miljoen vogels. De trend is stabiel, daarom staat de soort als 'niet bedreigd' (Least Concern) op de Rode Lijst van de IUCN.